# Опидо Мамертина
Опидо Мамертина (итал. Oppido Mamertina) је насеље у Италији у округу Ређо ди Калабрија, региону Калабрија.
Према процени из 2011. у насељу је живело 3525 становника. Насеље се налази на надморској висини од 326 м.

## Географија
| Клима (Опидо Мамертина)     | Клима (Опидо Мамертина) | Клима (Опидо Мамертина) | Клима (Опидо Мамертина) | Клима (Опидо Мамертина) | Клима (Опидо Мамертина) | Клима (Опидо Мамертина) | Клима (Опидо Мамертина) | Клима (Опидо Мамертина) | Клима (Опидо Мамертина) | Клима (Опидо Мамертина) | Клима (Опидо Мамертина) | Клима (Опидо Мамертина) | Клима (Опидо Мамертина) |
| Показатељ \ Месец           | .Јан.                   | .Феб.                   | .Мар.                   | .Апр.                   | .Мај.                   | .Јун.                   | .Јул.                   | .Авг.                   | .Сеп.                   | .Окт.                   | .Нов.                   | .Дец.                   | .Год.                   |
| --------------------------- | ----------------------- | ----------------------- | ----------------------- | ----------------------- | ----------------------- | ----------------------- | ----------------------- | ----------------------- | ----------------------- | ----------------------- | ----------------------- | ----------------------- | ----------------------- |
| Апсолутни максимум, °C (°F) | 24,6 (76,3)             | 27,5 (81,5)             | 30,5 (86,9)             | 35,0 (95)               | 40,1 (104,2)            | 41,0 (105,8)            | 43,7 (110,7)            | 43,0 (109,4)            | 42,0 (107,6)            | 40,2 (104,4)            | 31,7 (89,1)             | 30,4 (86,7)             | 43,7 (110,7)            |
| Средњи максимум, °C (°F)    | 15 (59)                 | 16 (61)                 | 17 (63)                 | 23 (73)                 | 24 (75)                 | 28 (82)                 | 32 (90)                 | 30 (86)                 | 27 (81)                 | 24 (75)                 | 21 (70)                 | 16 (61)                 | 23,1 (73,6)             |
| Средњи минимум, °C (°F)     | 10 (50)                 | 11 (52)                 | 15 (59)                 | 19 (66)                 | 21 (70)                 | 25 (77)                 | 28 (82)                 | 27 (81)                 | 24 (75)                 | 21 (70)                 | 18 (64)                 | 13 (55)                 | 19,6 (67,3)             |
| Апсолутни минимум, °C (°F)  | 4 (39)                  | 0 (32)                  | 7 (45)                  | 11 (52)                 | 12 (54)                 | 14 (57)                 | 18 (64)                 | 16 (61)                 | 15 (59)                 | 12 (54)                 | 9 (48)                  | 1 (34)                  | 0,2 (32,4)              |
| Количина падавина, mm (in)  | 68 (26,8)               | 65,5 (25,79)            | 50 (19,7)               | 32 (12,6)               | 18,8 (7,4)              | 7,0 (2,76)              | 3,4 (1,34)              | 9,6 (3,78)              | 46,6 (18,35)            | 73 (28,7)               | 84,4 (33,23)            | 75,5 (29,72)            | 533,8 (210,16)          |
| [ тражи се извор ]          |                         |                         |                         |                         |                         |                         |                         |                         |                         |                         |                         |                         |                         |

## Становништво
| 1931.  | 1936.  | 1951.  | 1961. | 1971. | 1981. | 1991. | 2001. | 2011. |
| ------ | ------ | ------ | ----- | ----- | ----- | ----- | ----- | ----- |
| 10.842 | 11.138 | 11.444 | 9.864 | 7.710 | 6.465 | 6.252 | 5.559 | 5.406 |